# Happy Valley-Goose Bay
Happy Valley-Goose Bay – miasto w Kanadzie, w prowincji Nowa Fundlandia i Labrador. Leży na półwyspie Labrador, u ujścia rzeki Churchill do Jeziora Melville’a, które stanowi estuarium tej rzeki. Jest to największe miasto w nowofundlandzkim regionie Labrador.
Liczba mieszkańców Happy Valley-Goose Bay wynosi 7 572. Język angielski jest językiem ojczystym dla 96,3%, francuski dla 1,4% mieszkańców (2006).